# Futbol als Jocs Olímpics d'estiu de 1906

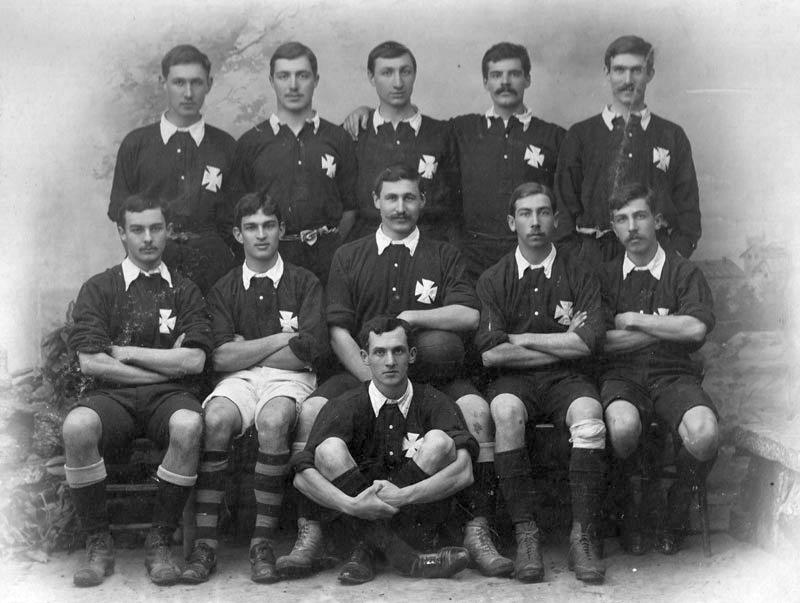
Equip de la ciutat d'Esmirna que participà en els Jocs Intercalats.

Als Jocs Olímpics d'Estiu de 1906 a Atenes es disputà una competició de futbol. Actualment anomenats Jocs Intercalats, avui dia no són considerats oficials pel Comitè Olímpic Internacional.
Només participaren quatre equips, Dinamarca, Atenes, Esmirna i Salònica. Les dues ciutats darreres pertanyien a l'Imperi Otomà durant aquells anys, tot i que en realitat l'equip de Salònica era format per jugadors grecs i el d'Esmirna era un equip mixt amb jugadors anglesos, francesos i armenis.
Atenes abandonà la final a la mitjana part per evitar una derrota més escandalosa encara. Fou convidat a jugar un partit per decidir el segon lloc, però refusà i fou desqualificada del torneig.

## Resultats
| 23 d'abril                        | 23 d'abril | 23 d'abril | 23 d'abril | 23 d'abril | 23 d'abril |
| --------------------------------- | ---------- | ---------- | ---------- | ---------- | ---------- |
| Dinamarca                         | 5          | -          | 1          | Esmirna    |            |
| Atenes                            | 5          | -          | 0          | Salònica   |            |
| Final, 24 d'abril                 |            |            |            |            |            |
| Dinamarca                         | 9          | -          | 0          | Atenes     |            |
| Partit pel segon lloc, 25 d'abril |            |            |            |            |            |
| Esmirna                           | 3          | -          | 0          | Salònica   |            |

1. ↑  A RSSSF es dona el resultat de Atenes 5 - 0 Salònica

## Plantilles
- Dinamarca: Viggo Andersen, Peder Pedersen, Charles von Buchwald, Parmo Ferslev, Stefan Rasmussen, Aage Andersen, Oscar Nielsen, Carl Pedersen, Holger Frederiksen, August Lindgren, Henry Rambusch, Hjalmar Herup.

- Esmirna: Edwin Charnaud, Zareck Couyoumdzian, Edouard Giraud, Jacques Giraud, Henri Joly, Percy de la Fontaine, Donald Whittal, Albert Whittal, Godfrey Whittal, Harold Whittal, Edward Whittal.

- Salònica: Georgios Vaporis, Nikolaos Pindos, Antonios Tegos, Nikolaos Pentzikis, Ioannis Kyrou, Georgios Sotiriadis, Vasilios Zarkadis, Dimitrios Mikhitsopoulos, Antonios Karagionidis, Ioannis Abbot, Ioannis Saridakis.

- Atenes: Panagiotis Vrionis, Nikolaos Dekavalas, Georgios Merkouris, Konstandinos Botasis, Grigorios Vrionis, Panagiotis Botasis, Georgios Gerontakis, Georgios Kalafatis, Theodoros Nikolaidis, Konstandinos Siriotis, A. Georgiadis.

## Medaller
| Posició | País       | Or | Plata | Bronze | Total |
| 1       | Dinamarca  | 1  | 0     | 0      | 1     |
| 2       | Equip Mixt | 0  | 1     | 0      | 1     |
| 3       | Grècia     | 0  | 0     | 1      | 1     |